# Маслова (Свердловская область)
Маслова — деревня в Серовском районе Свердловской области России. Входит в Сосьвинский муниципальный округ.
Ранее деревня была административным центром Масловского сельсовета Серовского района.

## История
В «Списке населённых мест Российской империи» 1869 года Маслова упомянута как деревня Верхотурского уезда Пермской губернии, при реке Сосьве, расположенная в 81 версте от уездного города Верхотурье. В деревне насчитывалось 32 двора и проживало 176 человек (88 мужчин и 88 женщин).

## География
Деревня Маслова находится в северной части области, на расстоянии 34 километров к западо-северо-западу от посёлка Сосьва, на высоком левом берегу реки Сосьвы.
Абсолютная высота — 77 метров над уровнем моря.
Вблизи деревни проходит автодорога Серов — Гари.
В деревне Масловой три улицы: Молодёжная, Новая и Центральная.

## Население
| 2002 | 2010 | 2021 |
| ---- | ---- | ---- |
| 225  | ↘183 | ↘143 |

Согласно результатам переписи населения 2002 года, общая численность населения деревни Масловой — 225 человек, из них русские составляли 99 %.